# Амосов, Алексей Анатольевич
Алексе́й Анато́льевич Амо́сов (род. 22 марта 1981 в д. Белопашино, Архангельская область, РСФСР, СССР) — российский следж-хоккеист. Нападающий сборной России по следж-хоккею. Серебряный призёр Паралимпийских игр 2014. Бронзовый призёр чемпионата мира по следж-хоккею 2013 года, участник первенства Европы 2011 года. Бронзовый призёр трёх чемпионатов России (2011, 2012 и 2013), в 2010 и 2014 годах завоевал серебро первенств. Заслуженный мастер спорта России. Выступает за химкинский клуб «Феникс», куда перешёл из московской команды «Белые медведи» в 2013 году.

## Награды
- Медаль ордена «За заслуги перед Отечеством» I степени (17 марта 2014 года) — за большой вклад в развитие физической культуры и спорта, высокие спортивные достижения на XI Паралимпийских зимних играх 2014 года в городе Сочи.[7]